# أوتيس أندرسون
أوتيس جيروم أندرسون (مواليد 19 يناير 1957 ويست بالم بيتش )، لاعب كرة قدم أمريكي.

## طفولة
+درس أندرسون في مدرسة فورست هيل الثانوية في مسقط رأسه في ويست بالم بيتش حيث شارك في مسابقات سباقات المضمار والميدان حيث تميز و لمع في دراسته . تخرج من المدرسة عام 1975.